# ثلج للتزلج
السيد إليوت وزوجته (بالإنجليزية: Cross Country Snow)‏ قصة قصيرة من تأليف الكاتب الأمريكي إرنست همنغواي. نُشِرت القصة للمرة الأولى في 1924 في مجلة فورد مادوكس فورد الأدبية «ذا ترانساتلانتيك رفيو» (The Transatlantic Review)، ومن ثمَّ اُعِيد نشرها في 1925 في مجموعة همنغواي القصصية الأولى «في وقتنا». القصَّة تظهر فيها شخصية «نيك آدامز» المتكررة في أعمال همنغواي، التي بُنِيت على شخصيته الحقيقية، وتتناول القصة قوى الطبيعة المتجدِّدة ومتعة التزلُّج على الثلوج. كتب همنغواي القصة في عام 1924 في مدينة كورتينا دامبيدزو الإيطالية المعروفة بجبالها الثلجية، وقبلها أخذ همنغواي دروساً في التزلُّج أثناء رحلته إلى سويسرا، وأصبح مولعاً بهذه الرياضة.
في القصة «نيك آدامز» وصديقه «جورج» يذهبان في رحلة للتزلج إلى سويسرا. تبدأ القصة بنيك يصعد إلى أعلى الجبل فوق عربة بينما يشاهد جورج يتزلج إلى أسفل الجبل. يصل نيك إلى قمة الجبل، ثُمَّ يُعِدُّ أدوات التزلج قبل أن يخرج من العربة ويلحق بجورج. في أثناء التزلُّج يتعثَّر جورج ويصطدم بكومة من ثلوج، ولكنَّه ينهض كأنَّ شيئاً لم يكن. يستمرُّ الاثنان في التزلِّج إلى أسفل الجبل، ويتوقَّفان عدة مرات لمناقشة التضاريس، وعندما يصلان إلى فُندق صغير في أسفل الجبل يدخلان للشرب. يُلاحظ نيك أنَّ النادلة ذات المئزر الأزرق حاملة، ومن ثمَّ يبدآن في النقاش حول حياتهما، جورج عليه العودة إلى الولايات المتحدة لإكمال دراسته، ونيك عليه العودة إلى زوجته الحامل، يشعران بالندم لأنَّهما سيضطران إلى التخلِّي عن التزلُّج، يقف نيك ويرتدي سترته الواقية ثُمَّ يخرجا لإكمال دورة أخيرة قبل العودة إلى الوطن.